# Доминиканская Республика на летних Олимпийских играх 2004
Доминиканская Республика принимала участие в Летних Олимпийских играх 2004 года в Афинах (Греция) в одиннадцатый раз за свою историю, и завоевала одну золотую медаль. Сборную страны представляли 33 участника, из которых 16 женщин.

## Золото
- Лёгкая атлетика, мужчины — Феликс Санчес.